# Mokry Dwór
Pour l’article homonyme, voir Mokry Dwór (Basse-Silésie).
Mokry Dwór (en cachoube : Mokrë Dwòr ; en allemand : Nassenhuben) est un  village de Pologne, situé dans la gmina rurale de Pruszcz Gdański, dans le powiat de Gdańsk.
La localité, de 200 habitants environ, se trouve dans la zone du delta de la Vistule, à environ dix kilomètres au sud-est de Gdańsk (Dantzig).
C'est à Nassenhuben, anciennement intégré dans l'État de Prusse royale, qu'est né le naturaliste Georg Forster (1754–1794), fils du pasteur luthérien Johann Reinhold Forster (1729–1798). Le théologien Daniel Ernst Jablonski (1660–1741) est également né là.